# Familiar (automóvil)
Familiar es un tipo de carrocería utilizada en automóviles de turismo al ser de dos volúmenes simples, en la que el acceso a la cajuela es una puerta o portón con luneta trasera y la norma general suele ser que tengan cinco puertas. También existen variantes con tres puertas; estas pueden tener doble luneta lateral trasera, doble luneta lateral con la trasera falsa y carrozada o única luna lateral. Estas últimas están más orientadas al transporte mixto y se denominan comerciales.[cita requerida]
Existen varios sinónimos en español: rural (principalmente en Argentina); rubia o ranchera (común en España); vagoneta o guayín (en México, independientemente de su tamaño); station wagon o station (en Chile, Perú y Puerto Rico); y camioneta o camioneta ranchera (en Colombia y Venezuela).[cita requerida]
El término combi es también común en ciertas regiones, particularmente en modelos alemanes tales como Volkswagen, Audi y Mercedes-Benz. Este nombre proviene del alemán Kombi, «vehículo combinado», esto es, un vehículo de pasajeros y de carga combinados. Por ejemplo, cuando los asientos traseros pueden quitarse o agregarse o abatirse bajo el piso, para mayor capacidad de carga.[cita requerida]

## Historia

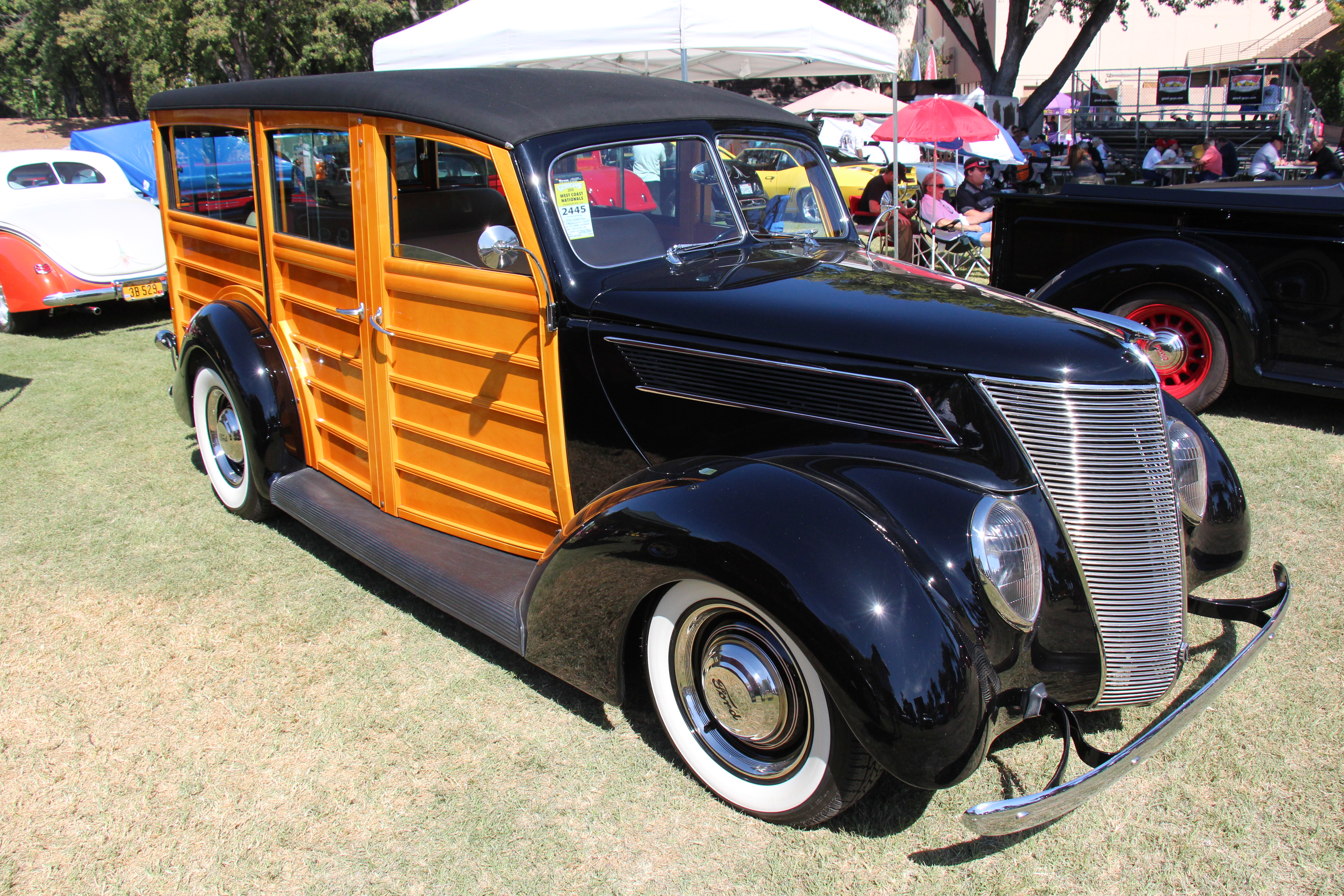
Ford 1937 Deluxe Station Wagon (Woodie)

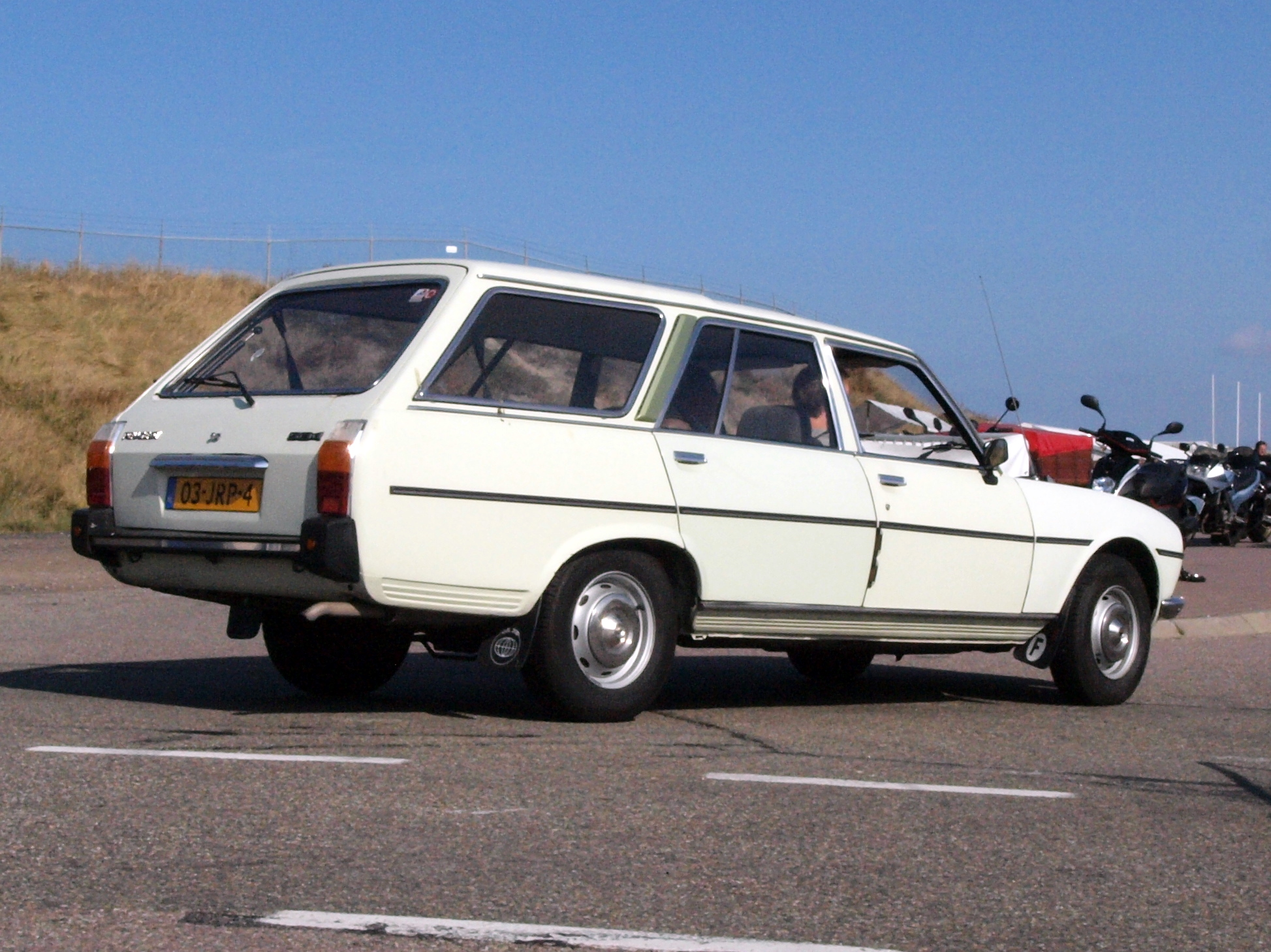
Peugeot 504 familiar con matrícula "03-JRP-4" de Países Bajos. Ofrecía tres filas de asientos sobre una carrocería más larga, con mayor distancia entre ejes y con un techo más alto

En un principio, en la era de los coches de época, las carrocerías familiares eran modelos comunes e independientes, es decir, no partían de otro modelo. Posteriormente, cuando la fabricación en serie se generalizó en la era de los coches clásicos, los familiares pasaron a ser hermanos grandes y toscos de otros vehículos en los que se basaban y estaban orientados a las familias numerosas o a los viajantes comerciales. Con el paso del tiempo, se volvieron mucho más caros que sus variantes normales, debido al mayor uso de materiales en su concepción, construcción, etc. Como resultado, muchas marcas comenzaron a añadir ornamentos de lujo a estos vehículos, tales como cromados especiales o laterales en madera, lo que "justificaba" el incremento del precio con creces.[cita requerida]
Pese a entrar en la época dorada del vehículo familiar con la generalización de tercera fila de asientos abatidos bajo la cajuela, techo sobre elevado y portaequipajes prominentes, estos seguían adoleciendo de un incremento de peso con respecto a su variante normal, disminución de aerodinámica y, como resultado, un aumento del consumo.[cita requerida]
Con la llegada de la crisis del petróleo de 1973, los familiares suavizaron o eliminaron el techo sobre elevado, rebajaron la altura de sus portaequipajes y comenzaron a incorporar muecas aerodinámicas en la parte posterior del techo. También disminuyeron el aumento de tamaño con respecto al coche de origen drásticamente. El renacer de la era del familiar vino con la incorporación de nuevos materiales más ligeros, motores tecnológicamente más eficientes y arcaicas computadoras capaces de administrar de manera óptima el espacio ganado al vehículo de base. Estéticamente poco se cambió, pero los embellecedores que sobrecargan o el lateral de madera prácticamente se extinguieron.
Un duro golpe comenzó con la incorporación al mercado a mediados de los años 1980 del monovolumen para pasajeros, que en 1991 cruzó el Atlántico en la forma del Renault Espace; para adaptarse a este competidor, los familiares se volvieron más espaciosos por dentro, volvieron a aumentar su tamaño y modernizaron sus traseras de manera homogénea con las líneas de la carrocería, dejando así de ser simples "cajas" acopladas al coche original.
Las tendencias en los últimos 15 años han estado marcadas por la desaparición de cosas actualmente innecesarias, como el techo sobre elevado y la tercera fila de asientos; la sustitución de las muescas aerodinámicas del techo, en favor del alerón trasero; el incremento de longitud de la puerta trasera con respecto a la versión base, ya sea a través de estirar la puerta hacia atrás, ampliar la batalla, disminuir el ángulo de caída de la ventanilla de esta puerta o de todas a la vez; el recorte de la longitud de la luna trasera lateral y la consiguiente reducción del tamaño del voladizo trasero; la optimización del tamaño de la boca de la cajuela, por el aumento del tamaño del portón trasero y la mejora sustancial de aerodinámica, con líneas más suaves y deportivas.[cita requerida]
En algunos mercados como en Argentina, este tipos de carrocería está cayendo en desuso, dado que los vehículos utilitarios deportivos (SUVs) se han convertido en los favoritos de las familias.

## Diferencias con otras carrocerías

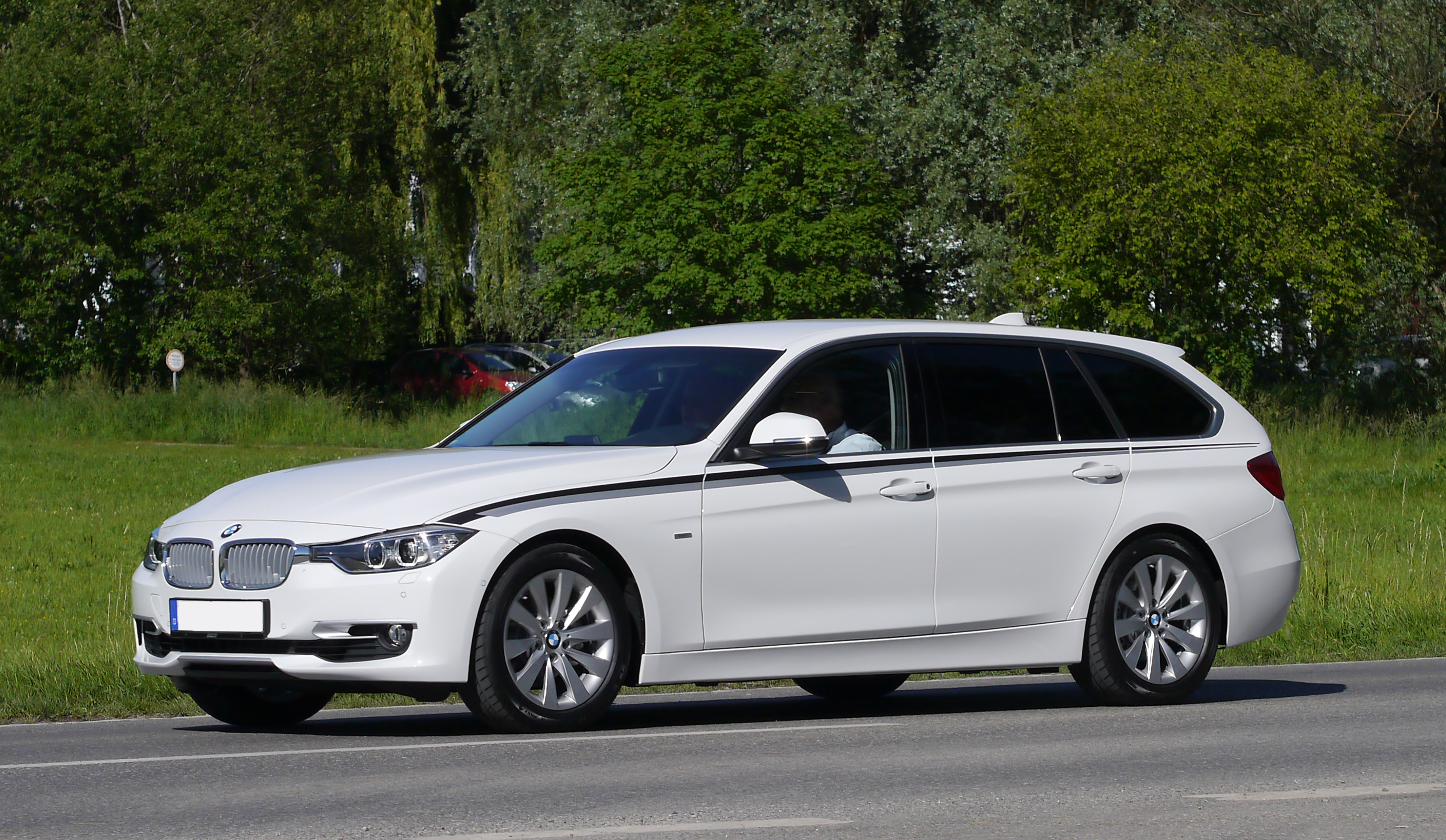
BMW F30 Touring

La principal diferencia entre un familiar y otras variantes es el tamaño: siempre es de ligeramente mayor, como en los Alfa Romeo 156 o Subaru Impreza, a muy superior como en los Chevrolet Caprice o Renault Mégane. La mayoría de modelos turismo, desde el segmento C al E, a excepción de los superdeportivos y sedanes de lujo, disponen de múltiples acabados en sus carrocerías: partiendo del clásico sedán de cuatro puertas, o el clásico liftback tres puertas, en el caso de un compacto, la posible opción intermedia hatchback de cinco puertas con dos volúmenes y medio y por encima de todas la mencionada familiar.
La diferencia con el coche de origen es evidente, ya que se añade una puerta en el caso del compacto y una larga luna lateral tras las puertas tanto en este como en el sedán. En ambos el resultado es: incremento de longitud total, modificación o creación de un chasis capaz de soportarlo y ampliación de la habitabilidad de las plazas traseras, prestaciones que ya suelen venir en la versión hatchback, si la hubiere: la diferencia entre el familiar y esta última radica entonces en su capacidad de la cajuela, que se consigue con el incremento del voladizo trasero en mayor o menor medida, pero sobre todo, con altura de techo posterior mayor y una inclinación del vidrio en la puerta o portón trasero inferior, es decir, casi vertical en algunos modelos. Así, encierra mucho más espacio si se decide colocar objetos por encima de la línea de los vidrios traseros. Además, casi todos los familiares tienen asientos traseros abatibles, por lo que el espacio útil es todavía mayor y se pueden colocar objetos más grandes y, en algunos casos, se añaden un par de plazas más para incrementar el número de pasajeros posibles.
Es por esto que, pese al portón trasero y techo alto, las furgonetas y furgones tanto de carga, mixtos o destinados exclusivamente a personas no pueden ser familiares, al ser vehículos monovolumen. Si bien hay tendencia actual a ofrecer, además del original, un "familiar off-road" reconvertido con tracción en las cuatro ruedas, altura al suelo incrementada y refuerzos en las defensas, los clásicos y auténticos vehículos todoterreno tampoco son considerados familiares.[cita requerida]

## Otras denominaciones

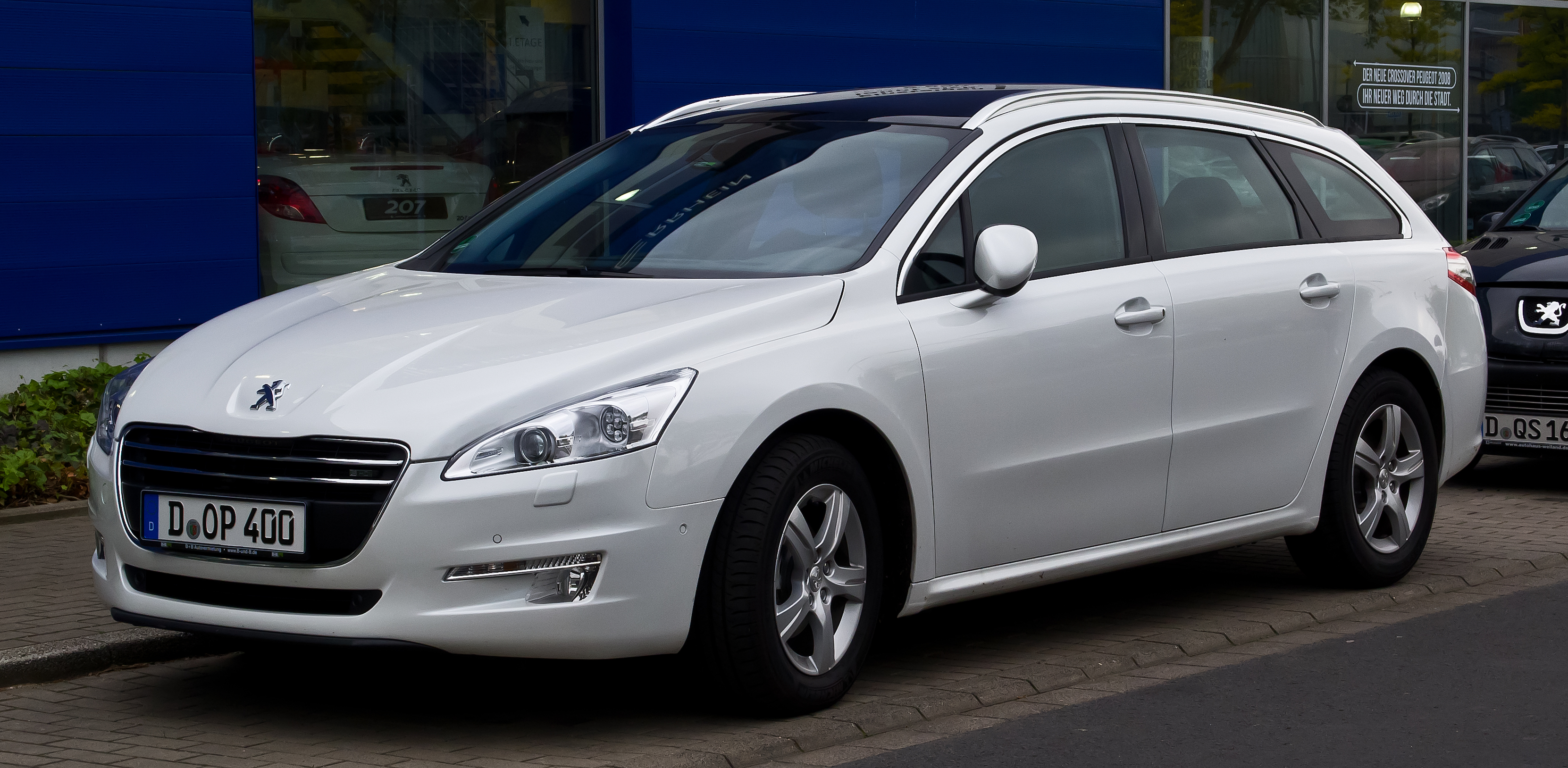
Peugeot 508 SW e-HDi 115 CV Stop & Start Active en Düsseldorf en junio de 2013

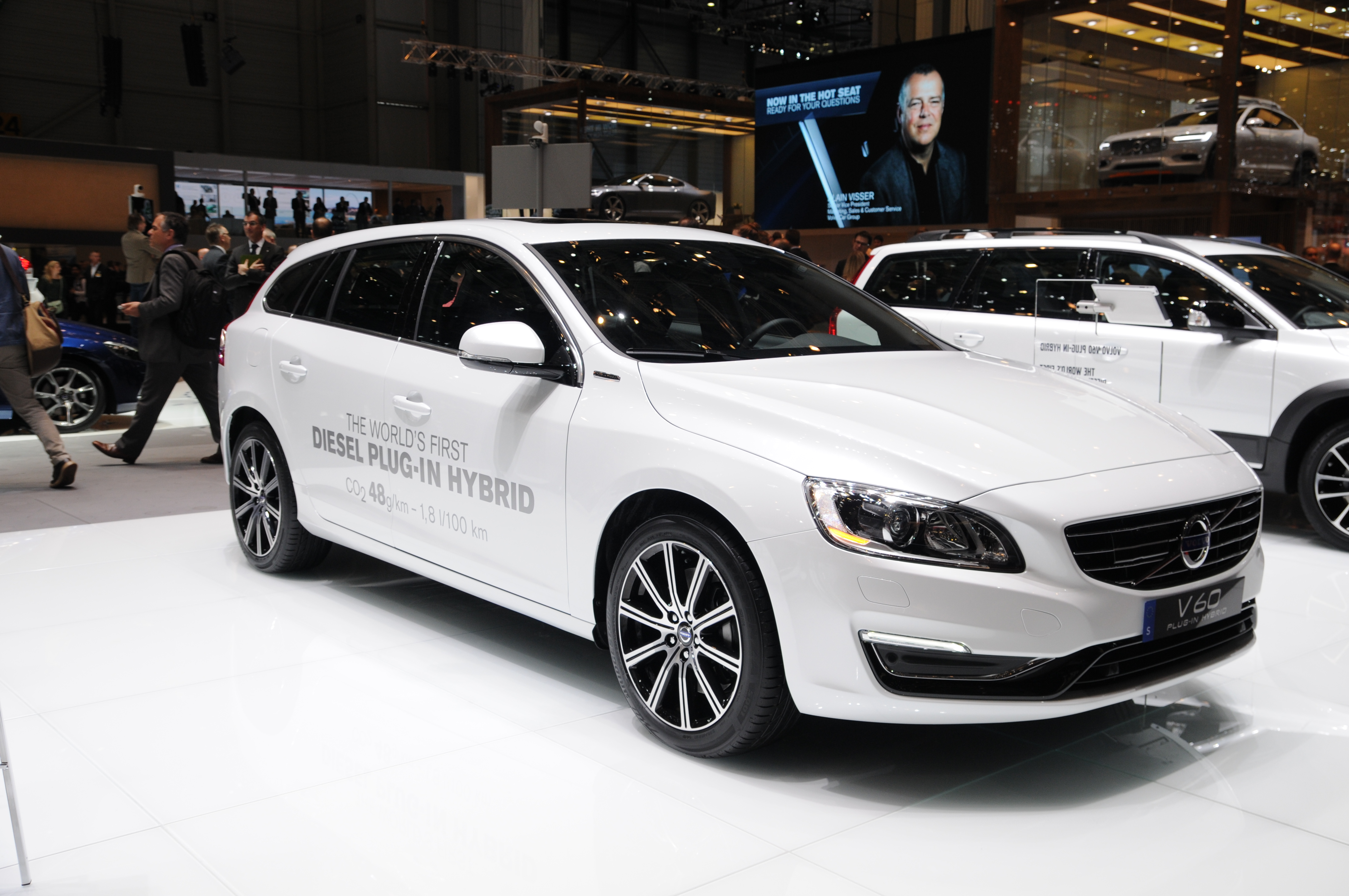
Volvo V60 Plug-In-Hybrid, en el Salón del Automóvil de Ginebra de 2014

Las diferentes marcas utilizan variaciones relacionadas con el idioma autóctono para las denominaciones comerciales de esta carrocería, estas son la mayoría de ellas :
- Alfa Romeo: Familiare, Sportwagon.
- Audi: Avant.
- BMW: Touring.
- Chrysler: Wagon, Station-wagon, Touring, Town & Country, Nomad.
- Citroën: Break, Tourer.
- Dodge: Magnum.
- Fiat: Panorama, Weekend, Adventure.
- Ford y sus subsidiarias : Wagon, Estate, Nomade, Country-squire, Turnier.
- GMC y sus subsidiarias: Wagon, Estate-wagon, Station-wagon, Grand-safari, Nomad.
- Mercedes-Benz: Kombi, Estate.
- Opel: Caravan, Sport-tourer.
- Peugeot: Break, 'SW'.
- Renault: Break, Nevada, Grand-tour, 'SW'.
- SEAT: Rubia, Familiar, Vario, 'ST'.
- Škoda: Combi.
- Volkswagen: Variant.
- Volvo: Wagon, 'V'.